# Final da Copa do Mundo FIFA de 2010
A final da Copa do Mundo FIFA de 2010 foi disputada em 11 de julho no estádio Soccer City, na cidade de Joanesburgo, África do Sul. Este encontro protagonizou as seleções dos Países Baixos e da Espanha, que lutaram para obter seu primeiro título. Esta foi a segunda final consecutiva de Copa do Mundo formada apenas por seleções do continente europeu, após o jogo entre França e Itália, em 2006. O árbitro foi o inglês Howard Webb, auxiliado pelos também ingleses Darren Cann e Mike Mullarkey. A Espanha venceu o jogo na prorrogação e ficou com a taça até a Copa do Mundo seguinte, quando o troféu foi repassado a Alemanha, campeã da Copa do Mundo de 2014.

## Dados históricos
Foi a terceira final da seleção dos Países Baixos, depois de 1974 e 1978, época do famoso carrossel holandês, enquanto que a Espanha debutou numa decisão de Copa do Mundo. Ambas as seleções até então nunca haviam conquistado uma edição do torneio, e a vencedora se tornou a oitava seleção campeã do mundo (além de Brasil, Alemanha, Itália, Argentina, Uruguai, Inglaterra e França). A seleção neerlandesa caso fosse campeã, quebraria um tabu de 40 anos, tornando-se a única vencedora do torneio com total aproveitamento no Mundial e nas Eliminatórias neste período, igualando o Brasil de 1970. Porém, a seleção espanhola acabou levando o título logo na sua primeira final.
O Brasil também está atrelado a outro tabu quebrado em 2010: o vencedor do confronto tornou-se apenas a segunda Seleção a ser campeã fora do seu continente, feito que apenas a equipe brasileira até então havia conseguido, em 1958 e 2002.

## Performances dos finalistas
A Seleção Espanhola entrou na disputa do torneio como principal favorita a faturar o título por ter conquistado a última Eurocopa, em 2008, e pela campanha que vinha fazendo em amistosos. No entanto, estreou sendo derrotada surpreendentemente pela Suíça por 1 a 0. Nas duas partidas seguintes da fase de grupos, se recuperou e, com duas vitórias sobre Honduras (2 a 0) e Chile (2 a 1), assegurou o primeiro lugar no grupo H e avançou às oitavas-de-final. Nas fases finais, com três vitórias por 1 a 0 sobre Portugal, Paraguai e Alemanha, conseguiu chegar à decisão do mundial pela primeira vez em sua história.
Já a Seleção Neerlandesa, por sua vez, apesar de não ter sido considerada uma das principais favoritas, sempre foi vista com bons olhos. Diferentemente da sua rival, esta começou a Copa sem sustos, com vitórias sobre Dinamarca por 2 a 0, Japão por 1 a 0 e Camarões por 2 a 1. Nas fases seguintes, venceu Eslováquia e Brasil, ambas por 2 a 1, e Uruguai por 3 a 2.
| Pos | Equipe        | Pts | J | V | E | D | GP | GC | SG | Classificado      |
| --- | ------------- | --- | - | - | - | - | -- | -- | -- | ----------------- |
| 1   | Países Baixos | 9   | 3 | 3 | 0 | 0 | 5  | 1  | +4 | Fase eliminatória |
| 2   | Japão         | 6   | 3 | 2 | 0 | 1 | 4  | 2  | +2 | Fase eliminatória |
| 3   | Dinamarca     | 3   | 3 | 1 | 0 | 2 | 3  | 6  | −3 | Eliminado         |
| 4   | Camarões      | 0   | 3 | 0 | 0 | 3 | 2  | 5  | −3 | Eliminado         |

| Pos | Equipe   | Pts | J | V | E | D | GP | GC | SG | Classificado      |
| --- | -------- | --- | - | - | - | - | -- | -- | -- | ----------------- |
| 1   | Espanha  | 6   | 3 | 2 | 0 | 1 | 4  | 2  | +2 | Fase eliminatória |
| 2   | Chile    | 6   | 3 | 2 | 0 | 1 | 3  | 2  | +1 | Fase eliminatória |
| 3   | Suíça    | 4   | 3 | 1 | 1 | 1 | 1  | 1  | 0  | Eliminado         |
| 4   | Honduras | 1   | 3 | 0 | 1 | 2 | 0  | 3  | −3 | Eliminado         |

## Bola
Diferentemente das outras partidas, nesta final foi utilizada uma versão especial da Adidas Jabulani, denominada Jo'bulani, que foi lançada oficialmente durante o Mundial. O nome da bola foi inspirado na cidade de Joanesburgo, que sediou a final, e muitas vezes é apelidada de Jo'burg. A bola tem contornos dourados, ao invés dos contornos mais escuros da Jabulani, também em homenagem à cidade-sede, muitas vezes apelidada de City of Gold ("Cidade do Ouro").
Esta é a segunda bola produzida exclusivamente para uma final. A primeira foi a Adidas + Teamgeist Berlin, derivada da Adidas Teamgeist, criada para a Copa do Mundo de 2006.

## Arbitragem
O árbitro da partida foi Howard Webb, que representa a The Football Association da Inglaterra. Ele foi auxiliado pelos também ingleses Darren Cann e Mike Mullarkey. Howard foi o primeiro árbitro inglês a apitar uma final de Copa do Mundo desde a Copa de 1974 em que Jack Taylor comandou o jogo entre Alemanha Ocidental e Países Baixos.
Além da final, esse trio de arbitragem participou de três jogos na Copa do Mundo 2010: Espanha e Suíça; Eslováquia e Itália; Brasil e Chile.
O quatro e quinto árbitro da partida foram os japoneses Yuichi Nishimura e Toru Sagara respectivamente.

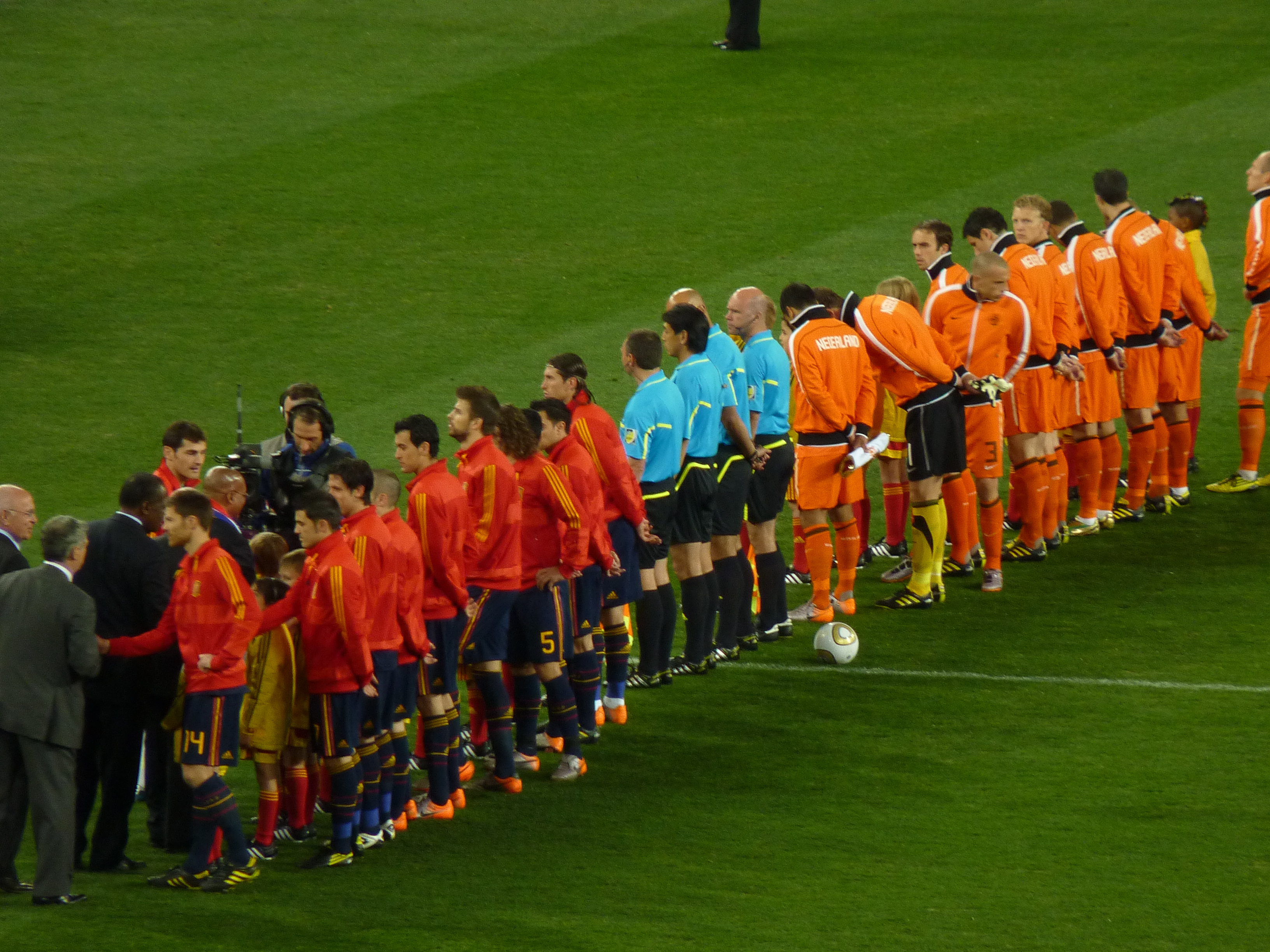
O presidente da África do Sul, Jacob Zuma cumprimentando os jogadores e árbitros antes do início da partida.

## Elencos
Com exceção de Fernando Torres, Cesc Fàbregas e Pepe Reina que atuavam em clubes ingleses, todos os jogadores da Seleção da Espanha jogavam no seu país de origem. O clube que mais teve jogadores convocados para a representar a Espanha foi o FC Barcelona com sete jogadores, seguido por Real Madrid que cedeu cinco. Na neerlandesa, o elenco possuía jogadores que atuavam em cinco países diferente na Europa: nove dos Países Baixos, seis da Alemanha, cinco da Inglaterra, dois da Itália e um da Espanha. O time que mais cedeu jogadores para a seleção foi o AFC Ajax, três.

## Detalhes da partida
A Espanha derrotou os Países Baixos por 1–0, com um gol de Andrés Iniesta no segundo tempo da prorrogação. A partida teve um número bastante elevado de cartões amarelos, batendo recorde de cartões na história das Copas. Foram treze cartões amarelos e um vermelho.
| 11 de julho | Países Baixos | 0 – 1 (pro) | Espanha      | Soccer City, Joanesburgo                 |
| 20:30       |               | Relatório   | Iniesta 116' | Público: 84 490 Árbitro: ENG Howard Webb |

| Países Baixos | Espanha |

| G                | 1  | M. Stekelenburg      |           |      |
| LD               | 2  | G. van der Wiel      | 111'      |      |
| Z                | 3  | John Heitinga        | 56', 109' |      |
| Z                | 4  | Joris Mathijsen      | 117'      |      |
| LE               | 5  | G. van Bronckhorst   | 54'       | 105' |
| V                | 6  | Mark van Bommel      | 22'       |      |
| V                | 8  | Nigel de Jong        | 28'       | 99'  |
| M                | 7  | Dirk Kuyt            |           | 71'  |
| M                | 10 | Wesley Sneijder      |           |      |
| M                | 11 | Arjen Robben         | 84'       |      |
| A                | 9  | Robin van Persie     | 15'       |      |
| Substituições:   |    |                      |           |      |
| Z                | 15 | Edson Braafheid      |           | 105' |
| M                | 17 | Eljero Elia          |           | 71'  |
| M                | 23 | Rafael van der Vaart |           | 99'  |
| Treinador:       |    |                      |           |      |
| Bert van Marwijk |    |                      |           |      |

| G                  | 1  | Iker Casillas   |        |      |
| LD                 | 15 | Sergio Ramos    | 23'    |      |
| Z                  | 3  | Gerard Piqué    |        |      |
| Z                  | 5  | Carles Puyol    | 17'    |      |
| LE                 | 11 | Joan Capdevila  | 67'    |      |
| V                  | 14 | Xabi Alonso     |        | 87'  |
| V                  | 16 | Sergio Busquets |        |      |
| M                  | 6  | Andrés Iniesta  | 118'   |      |
| M                  | 8  | Xavi            | 120+1' |      |
| M                  | 18 | Pedro Rodríguez |        | 60'  |
| A                  | 7  | David Villa     |        | 106' |
| Substituições:     |    |                 |        |      |
| M                  | 10 | Cesc Fàbregas   |        | 87'  |
| M                  | 22 | Jesús Navas     |        | 60'  |
| A                  | 9  | Fernando Torres |        | 106' |
| Treinador:         |    |                 |        |      |
| Vicente del Bosque |    |                 |        |      |

Homem da partida
- Andrés Iniesta

### Estatísticas

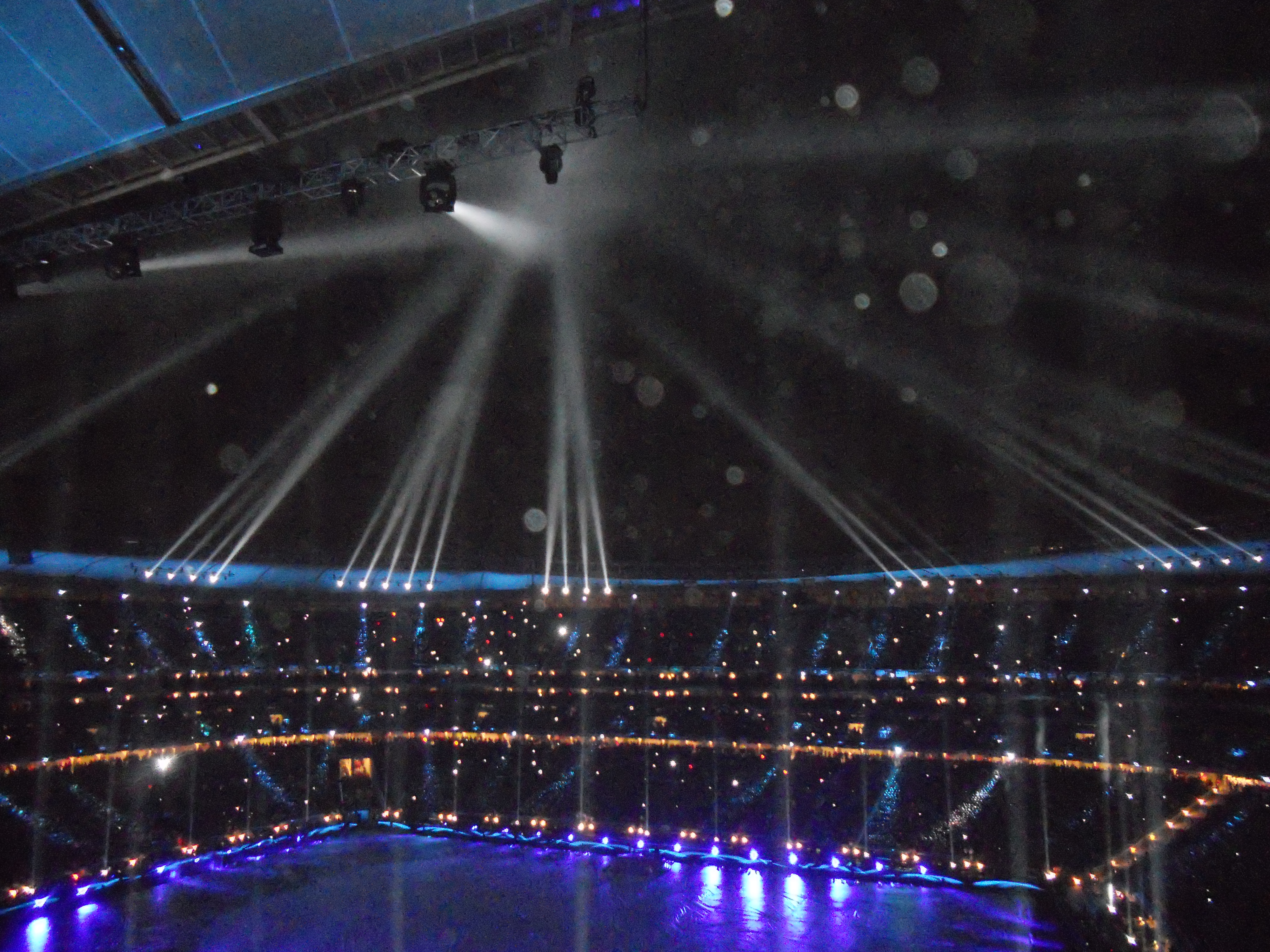
Cerimônia de encerramento da Copa no estádio Soccer City antes do início da partida

Gerais